# Encontro de Jovens com Cristo
O Encontro de Jovens com Cristo (EJC) é um serviço cristão desenvolvido inicialmente pela Igreja Católica no Brasil, espelhado no Encontro de Casais com Cristo (ECC). Surgiu em 1970, em São Paulo, sob influência do padre Alfonso Pastore para atender as demandas da Pastoral Familiar Paroquial. Em 1979 foi publicada a primeira edição do livro "Encontro de Casais com Cristo" pelo Pe. Pastore, e a partir daí, tendo difundido o ECC por todo o país, criou as vertentes de Jovens (EJC) e Adolescentes (EAC). Há também o MAC (Movimento de Amizade Cristã), direcionado a jovens entre 14 e 17 anos.
Atualmente o EJC se encontra presente nos programas oficiais das mais diversas denominações cristãs, com destaque aos EJC's da igreja Batista, Assembleia de Deus, Adventista, Quadrangular e Presbiteriana, além do programa pioneiro Católico. Encontra algumas variantes no próprio nome, sendo chamado em alguns locais de Renovação de Jovens com Cristo (RJC), ou simplesmente a sigla do encontro sendo escrita como EJOC, contudo em ambos os casos permanecendo a essência do EJC.
O EJC tem por objetivo a evangelização de jovens com idades entre 17 e 30 anos (variando nos diversos encontros, circulando entre 14 e 35 anos), assim como a existência de um círculo de convivência no âmbito Paroquial/Pastoral. É atualmente um dos principais movimentos cristãos para jovens no Brasil.